# 50 kilomètres marche féminin aux championnats du monde d'athlétisme 2019
Pour un article plus général, voir Championnats du monde d'athlétisme 2019.
Navigation
Londres 2017
Le 50 kilomètres marche féminin des championnats du monde de 2019 se déroule le 28 septembre 2019 dans le Khalifa International Stadium de Doha, au Qatar.

## Critères de qualification
Pour se qualifier pour ces championnats, il faut avoir réalisé 4 h 30 min 00 s ou moins entre le 7 mars 2018 et le 6 septembre 2019.

## Records et performances

### Records
Les records du 50 km marche femmes (mondial, des championnats et par continent) étaient avant les championnats 2019 les suivants :
| Record du monde                                                | Liu Hong        | Chine          | 3 h 59 min 15 s | Huangshan, Chine          | 9 mars 2019     |
| Record des championnats                                        | Inês Henriques  | Portugal       | 4 h 05 min 56 s | Londres, Royaume-Uni      | 13 août 2017    |
| Record d'Afrique                                               | Natalie Le Roux | Afrique du Sud | 4 h 48 min 00 s | Taicang, Chine            | 5 mai 2018      |
| Record d'Asie                                                  | Liu Hong        | Chine          | 3 h 59 min 15 s | Huangshan, Chine          | 9 mars 2019     |
| Record d'Europe                                                | Eleonora Giorgi | Italie         | 4 h 04 min 50 s | Alytus, Lituanie          | 19 mai 2019     |
| Record d'Amérique du Nord, d'Amérique centrale et des Caraïbes | Mirna Ortiz     | Guatemala      | 4 h 13 min 56 s | Guatemala City, Guatemala | 24 février 2019 |
| Record d'Amérique du Sud                                       | Johana Ordoñez  | Équateur       | 4 h 11 min 12 s | Lima, Pérou               | 11 août 2019    |
| Record d'Océanie                                               | Claire Tallent  | Australie      | 4 h 09 min 33 s | Taicang, Chine            | 5 mai 2018      |

### Meilleures performances de l'année 2019
Les dix athlètes les plus rapides de l'année sont, avant les championnats, les suivantes.
| 1  | Klavdiya Afanasyeva  | Russie    | 3 h 57 min 08 s | Tcheboksary, Russie  | 15 juin 2019    |
| 2  | Liu Hong             | Chine     | 3 h 59 min 15 s | Huangshan, Chine     | 9 mars 2019     |
| 3  | Li Maocuo            | Chine     | 4 h 03 min 51 s | Huangshan, Chine     | 9 mars 2019     |
| 4  | Eleonora Giorgi      | Italie    | 4 h 04 min 50 s | Alytus, Lituanie     | 19 mai 2019     |
| 5  | Júlia Takács         | Espagne   | 4 h 05 min 46 s | Alytus, Lituanie     | 19 mai 2019     |
| 6  | Margarita Nikiforova | Russie    | 4 h 05 min 58 s | Tcheboksary, Russie  | 15 juin 2019    |
| 7  | Ma Faying            | Chine     | 4 h 07 min 30 s | Huangshan, Chine     | 9 mars 2019     |
| 8  | Raquel Gonzalez      | Espagne   | 4 h 11 min 01 s | El Vendrell, Espagne | 10 février 2019 |
| 9  | Johana Ordoñez       | Équateur  | 4 h 11 min 12 s | Lima, Pérou          | 11 août 2019    |
| 10 | Claire Tallent       | Australie | 4 h 12 min 44 s | Santee, États-Unis   | 26 janvier 2019 |

## Médaillées
| Or        | Argent    | Bronze          |
| Liang Rui | Li Maocuo | Eleonora Girogi |

## Résultat
| Rang               | Nom                     | Nationalité | Temps           | Notes |
| ------------------ | ----------------------- | ----------- | --------------- | ----- |
| Médaille d'or      | Liang Rui               | Chine       | 4 h 23 min 26 s |       |
| Médaille d'argent  | Li Maocuo               | Chine       | 4 h 26 min 40 s |       |
| Médaille de bronze | Eleonora Giorgi         | Italie      | 4 h 29 min 13 s |       |
| 4                  | Olena Sobchuk           | Ukraine     | 4 h 33 min 38 s |       |
| 5                  | Ma Faying               | Chine       | 4 h 35 min 56 s |       |
| 6                  | Khrystyna Yudkina       | Ukraine     | 4 h 36 min 00 s |       |
| 7                  | Magaly Bonilla          | Équateur    | 4 h 37 min 03 s |       |
| 8                  | Júlia Takács            | Espagne     | 4 h 38 min 20 s |       |
| 9                  | Paola Pérez             | Équateur    | 4 h 38 min 54 s |       |
| 10                 | Maria Juárez            | Espagne     | 4 h 39 min 28 s |       |
| 11                 | Masumi Fuchise          | Japon       | 4 h 41 min 02 s |       |
| 12                 | Nastassia Yatsevich     | Biélorussie | 4 h 44 min 01 s |       |
| 13                 | Nadzeya Darazhuk        | Biélorussie | 4 h 47 min 26 s |       |
| 14                 | Angeliki Makri          | Grèce       | 4 h 54 min 09 s |       |
| 15                 | Mara Ribeiro            | Portugal    | 4 h 58 min 44 s |       |
| 16                 | Elianay Pereira         | Brésil      | 5 h 11 min 26 s |       |
| 17                 | Katie Burnett           | États-Unis  | 5 h 23 min 05 s |       |
| -                  | Mariavittoria Becchetti | Italie      | DNF             |       |
| -                  | Nicole Colombi          | Italie      | DNF             |       |
| -                  | Mária Czaková           | Tchéquie    | DNF             |       |
| -                  | Inês Henriques          | Portugal    | DNF             |       |
| -                  | Valentyna Myronchuk     | Ukraine     | DNF             |       |
| -                  | Ivana Renić             | Croatie     | DNF             |       |
| -                  | Tiia Kuikka             | Finlande    | DNS             |       |

## Légende
Records et Performances
- AR : Record continental (area record)
- CR : Record des championnats (championship record)
- MR : Record du meeting (meet record)
- NR : Record national (national record)
- OR : Record olympique (olympic record)
- PR : Record paralympique (paralympic record)
- PB : Record personnel (personal best)
- SB : Meilleure performance personnelle de la saison (season's best)
- WL : Meilleure performance mondiale de l'année (world leader)
- WJR : Record du monde junior (world junior record)
- WR : Record du monde (world record)

Circonstances et Conditions
- DNF : N'a pas terminé (did not finish)
- DNS : N'a pas pris le départ (did not start)
- DQ : Disqualification (disqualification)
- NM : Aucun essai valable enregistré (No Mark)
- Q : Qualifié « directement » au prochain tour (ou à la prochaine compétition), lors d'une compétition majeure, grâce au classement ou à la réalisation des minima (automatic qualifier)
- q : Qualifié au prochain tour (ou à la prochaine compétition), lors d'une compétition majeure, grâce au repêchage ou à la réalisation de l'une des meilleures performances parmi celles des « non qualifiés directement » (grâce au meilleur temps ou à la meilleure distance par exemple) (secondary qualifier)